# Palermo (Montevideo)
Palermo és un barri del sud de Montevideo, la capital de l'Uruguai. Limita a l'oest amb el Barrio Sur, al nord amb Cordón, a l'est amb el carrer Jackson i al sud amb La Rambla.

## Informació general
Rep el seu nom de la ciutat italiana de Palerm, essent un barri fundat per immigrants. A la zona encara sobreviuen els antics habitatges col·lectius on vivien aquests immigrants i la col·lectivitat afroamericana, tot i que les construccions més destacades són el Cementiri Central i l'edifici seu de la Universitat del Treball de l'Uruguai (UTU), sobre el carrer San Salvador.
A Palermo també es troba la Plaça de Galícia, amb un monument a l'escriptora gallega Rosalía de Castro.